# Дейвид Шор
Дейвид Шор (на английски: David Shore) (роден на 3 юли 1959 г.) е канадски сценарист, продуцент и бивш адвокат.
Познат е с работата му по „Семеен закон“, „Полицейско управление Ню Йорк“ и „Направление юг“, но е най-известен със създаването на хитовия сериал „Д-р Хаус“.